# Holorusia persessilis
Holorusia persessilis är en tvåvingeart som först beskrevs av Alexander 1941.  Holorusia persessilis ingår i släktet Holorusia och familjen storharkrankar. Inga underarter finns listade i Catalogue of Life.